# Lista odcinków serialu Switched at Birth
Poniżej znajduje się lista odcinków serialu telewizyjnego Switched at Birth – emitowanego przez amerykańską stację telewizyjną ABC Family od 6 czerwca 2011 roku do 11 kwietnia 2017 roku. Łącznie powstało 5 serii, które składają się z 103 odcinków.  W Polsce natomiast nie był jeszcze emitowany. 
| Sezon | Sezon | Odcinki | Oryginalna emisja | Oryginalna emisja    |
| Sezon | Sezon | Odcinki | Premiera sezonu   | Finał sezonu         |
| ----- | ----- | ------- | ----------------- | -------------------- |
|       | 1     | 30      | 6 czerwca 2011    | 22 października 2012 |
|       | 2     | 20      | 7 stycznia 2013   | 19 sierpnia 2013     |
|       | 3     | 22      | 13 stycznia 2014  | 8 grudnia 2014       |
|       | 4     | 20      | 6 stycznia 2015   | 26 października 2015 |
|       | 5     | 10      | 31 stycznia 2017  | 11 kwietnia 2017     |

## Sezon 1 (2011-2012)
| Nr | #  | Tytuł                                      | Reżyseria       | Scenariusz                        | Premiera (ABC Family) |
| -- | -- | ------------------------------------------ | --------------- | --------------------------------- | --------------------- |
| 1  | 1  | This Is Not a Pipe                         | Steve Miner     | Lizzy Weiss                       | 6 czerwca 2011        |
| 2  | 2  | American Gothic                            | Steve Miner     | Lizzy Weiss                       | 13 czerwca 2011       |
| 3  | 3  | Portrait of My Father                      | Michael Schultz | Becky Hartman Edwards             | 20 czerwca 2011       |
| 4  | 4  | Dance Amongst Daggers                      | Steve Miner     | Chad Fiveash James Stoteraux      | 27 czerwca 2011       |
| 5  | 5  | Dogs Playing Poker                         | Bethany Rooney  | Joy Gregory                       | 4 lipca 2011          |
| 6  | 6  | The Persistence of Memory                  | James L. Conway | Henry Robles                      | 11 lipca 2011         |
| 7  | 7  | The Stag Hunt                              | Michael Lange   | Sean Reycraft                     | 18 lipca 2011         |
| 8  | 8  | Pandora's Box                              | Elodie Keene    | Becky Hartman Edwards Lizzy Weiss | 25 lipca 2011         |
| 9  | 9  | Paradise Lost                              | Ron Lagomarsino | Chad Fiveash James Stoteraux      | 1 sierpnia 2011       |
| 10 | 10 | The Homecoming                             | David Paymer    | Lizzy Weiss                       | 8 sierpnia 2011       |
| 11 | 11 | Starry Night                               | Steve Miner     | Lizzy Weiss                       | 3 stycznia 2012       |
| 12 | 12 | The Tempest                                | Mel Damski      | Anne Kenney                       | 10 stycznia 2012      |
| 13 | 13 | Self-Portrait With Bandaged Ear            | Steve Miner     | Becky Hartman Edwards             | 17 stycznia 2012      |
| 14 | 14 | Les Soeurs d'Estrées                       | Arlene Sanford  | Joy Gregory                       | 24 stycznia 2012      |
| 15 | 15 | Expulsion From the Garden of Eden          | Steve Miner     | Chad Fiveash James Stoteraux      | 31 stycznia 2012      |
| 16 | 16 | Las Dos Fridas                             | Chris Grismer   | Henry Robles                      | 7 lutego 2012         |
| 17 | 17 | Protect Me From What I Want                | David Paymer    | Becky Hartman Edwards Lizzy Weiss | 14 lutego 2012        |
| 18 | 18 | The Art of Painting                        | Norman Buckley  | Joy Gregory Anne Kenney           | 21 lutego 2012        |
| 19 | 19 | Write a Lonely Soldier                     | Bethany Rooney  | Chad Fiveash James Stoteraux      | 28 lutego 2012        |
| 20 | 20 | Game On                                    | Ron Lagomarsino | Becky Hartman Edwards Lizzy Weiss | 6 marca 2012          |
| 21 | 21 | The Sleep of Reason Produces Monsters      | Elodie Keene    | Joy Gregory Henry Robles          | 13 marca 2012         |
| 22 | 22 | Venus, Cupid, Folly, and Time              | Michael Lange   | Lizzy Weiss                       | 20 marca 2012         |
| 23 | 23 | This Is the Color of My Dreams             | Steve Miner     | Lizzy Weiss                       | 3 września 2012       |
| 24 | 24 | The Intruder                               | Patrick Norris  | Chad Fiveash James Stoteraux      | 10 września 2012      |
| 25 | 25 | The Shock of Being Seen                    | Steve Miner     | Joy Gregory Becky Hartman Edwards | 17 września 2012      |
| 26 | 26 | Tree of Forgiveness                        | David Paymer    | Ariel Rubin Michael V. Ross       | 24 września 2012      |
| 27 | 27 | The Declaration of Independence            | Steve Miner     | Anne Kenney                       | 1 października 2012   |
| 28 | 28 | We Are the Kraken of Our Own Sinking Ships | Ron Lagomarsino | Henry Robles                      | 8 października 2012   |
| 29 | 29 | The Trial                                  | Bethany Rooney  | Joy Gregory Becky Hartman Edwards | 15 października 2012  |
| 30 | 30 | Street Noises Invade the House             | Steve Miner     | Lizzy Weiss                       | 22 października 2012  |

## Sezon 2 (2013)
| Nr | #  | Tytuł                                                             | Reżyseria       | Scenariusz                              | Premiera         |
| -- | -- | ----------------------------------------------------------------- | --------------- | --------------------------------------- | ---------------- |
| 31 | 1  | The Door to Freedom                                               | Steve Miner     | Lizzy Weiss                             | 7 stycznia 2013  |
| 32 | 2  | The Awakening Conscience                                          | Fred Gerber     | Joy Gregory Bekah Brunstetter           | 14 stycznia 2013 |
| 33 | 3  | Duel of Two Women                                                 | John Behring    | Anne Kenney                             | 21 stycznia 2013 |
| 34 | 4  | Dressing for the Charade                                          | Melanie Mayron  | Chad Fiveash James Stoteraux            | 28 stycznia 2013 |
| 35 | 5  | The Acquired Inability to Escape                                  | Zetna Fuentes   | Joy Gregory Henry Robles                | 4 lutego 2013    |
| 36 | 6  | Human/Need/Desire                                                 | Norman Buckley  | Lizzy Weiss Bekah Brunstetter           | 11 lutego 2013   |
| 37 | 7  | Drive in the Knife                                                | Steve Miner     | Chad Fiveash James Stoteraux            | 18 lutego 2013   |
| 38 | 8  | Tight Rope Walker                                                 | Joanna Kerns    | Anne Kenney Henry Robles                | 25 lutego 2013   |
| 39 | 9  | Uprising                                                          | Steve Miner     | Lizzy Weiss                             | 4 marca 2013     |
| 40 | 10 | Introducing the Miracle                                           | Ron Lagomarsino | Becky Hartman Edwards Lizzy Weiss       | 11 marca 2013    |
| 41 | 11 | Mother and Child Divided                                          | Ron Lagomarsino | Lizzy Weiss                             | 10 czerwca 2013  |
| 42 | 12 | Distorted House                                                   | Fred Gerber     | Joy Gregory Henry Robles                | 17 czerwca 2013  |
| 43 | 13 | The Good Samaritan                                                | Zetna Fuentes   | Becky Hartman Edwards Bekah Brunstetter | 24 czerwca 2013  |
| 44 | 14 | He Did What He Wanted                                             | Steve Miner     | Lizzy Weiss Michael Ross                | 1 lipca 2013     |
| 45 | 15 | Ecce Mono                                                         | David Paymer    | Chad Fiveash James Stoteraux            | 8 lipca 2013     |
| 46 | 16 | The Physical Impossibility of Death in the Mind of Someone Living | Melanie Mayron  | D. Lansu                                | 15 lipca 2013    |
| 47 | 17 | Prudence, Avarice, Lust, Justice, Anger                           | Lea Thompson    | Terrence Coli Becky Hartman Edwards     | 22 lipca 2013    |
| 48 | 18 | As The Shadows Deepen                                             | Wendey Stanzler | Joy Gregory Henry Robles                | 29 lipca 2013    |
| 49 | 19 | What Goes Up Must Come Down                                       | Joanna Kerns    | Bekah Brunstetter Lizzy Weiss           | 5 sierpnia 2013  |
| 50 | 20 | The Merrymakers                                                   | Zetna Fuentes   | James Stoteraux Chad Fiveash            | 12 sierpnia 2013 |
| 51 | 21 | Departure of Summer                                               | Steve Miner     | Becky Hartman Edwards Lizzy Weiss       | 19 sierpnia 2013 |

## Sezon 3 (2014)
| Nr | #  | Tytuł                                                         | Reżyseria         | Scenariusz                      | Premiera         |
| -- | -- | ------------------------------------------------------------- | ----------------- | ------------------------------- | ---------------- |
| 52 | 1  | Drowning Girl                                                 | Jim Hayman        | Lizzy Weiss                     | 13 stycznia 2014 |
| 53 | 2  | Your Body is a Battleground                                   | Lea Thompson      | James Stoteraux Chad Fiveash    | 20 stycznia 2014 |
| 54 | 3  | Fountain                                                      | Allan Arkush      | Joy Gregory Terrence Coli       | 27 stycznia 2014 |
| 55 | 4  | It Hurts to Wait With Love if Love is Somewhere Else          | Melanie Mayron    | Linda Gase Henry Robles         | 3 lutego 2014    |
| 56 | 5  | Have You Really the Courage?                                  | Zetna Fuentes     | Bekah Brunstetter               | 10 lutego 2014   |
| 57 | 6  | The Scream                                                    | Jonathan Frakes   | Chad Fiveash James Stoteraux    | 17 lutego 2014   |
| 58 | 7  | Memory is Your Image of Perfection                            | Lee Rose          | Terrence Coli                   | 24 lutego 2014   |
| 59 | 8  | Dance Me to the End of Love                                   | Millicent Shelton | Michael V. Ross Lizzy Weiss     | 3 marca 2014     |
| 60 | 9  | The Past (Forgotten-Swallowed)                                | Fred Gerber       | Joy Gregory                     | 10 marca 2014    |
| 61 | 10 | The Ambush                                                    | Allan Arkush      | Henry Robles Bekah Brunstetter  | 17 marca 2014    |
| 62 | 11 | Love Seduces Innocence, Pleasure Entraps, and Remorse Follows | Steve Miner       | Linda Gase Lizzy Weiss          | 24 marca 2014    |
| 63 | 12 | Love Among the Ruins                                          | Norman Buckley    | Lizzy Weiss                     | 16 czerwca 2014  |
| 64 | 13 | Like a Snowball Down a Mountain                               | Melanie Mayron    | James Stoteraux Chad Fiveash    | 23 czerwca 2014  |
| 65 | 14 | Oh, Future!                                                   | Zetna Fuentes     | Henry Robles                    | 30 czerwca 2014  |
| 66 | 15 | And We Bring the Light                                        | Jim Hayman        | Joy Gregory Alexander Georgakis | 7 lipca 2014     |
| 67 | 16 | The Image Disappears                                          | Wendey Stanzler   | Terrence Coli Linda Gase        | 14 lipca 2014    |
| 68 | 17 | Girl With Death Mask (She Plays Alone)                        | Joanna Kerns      | Lizzy Weiss Bekah Brunstetter   | 21 lipca 2014    |
| 69 | 18 | It Isn't What You Think                                       | Ron Lagomarsino   | J.R. Phillips Henry Robles      | 28 lipca 2014    |
| 70 | 19 | You Will Not Escape                                           | Michael Lange     | Joy Gregory                     | 4 sierpnia 2014  |
| 71 | 20 | Girl on the Cliff                                             | D. W. Moffett     | Linda Gase                      | 11 sierpnia 2014 |
| 72 | 21 | And Life Begins Right Away                                    | Melanie Mayron    | Lizzy Weiss William H. Brown    | 18 sierpnia 2014 |
| 73 | 22 | Yuletide Fortune Tellers                                      | Michael Grossman  | Terrence Coli Lizzy Weiss       | 18 sierpnia 2014 |

## Sezon 4 (2015)
14 sierpnia 2014 roku, stacja ABC Family zamówiła 4 sezon.
| Nr | #  | Tytuł                                                                  | Reżyseria         | Scenariusz                        | Premiera Freeform    |
| -- | -- | ---------------------------------------------------------------------- | ----------------- | --------------------------------- | -------------------- |
| 74 | 1  | And It Cannot Be Changed                                               | Steve Miner       | Lizzy Weiss                       | 6 stycznia 2015      |
| 75 | 2  | Bracing the Waves                                                      | Michael Lange     | Henry Robles                      | 13 stycznia 2015     |
| 76 | 3  | I Lock the Door Upon Myself                                            | Glenn Steelman    | William H. Brown                  | 20 stycznia 2015     |
| 77 | 4  | We Were So Close That Nothing Used to Stand Between Us                 | Allan Arkush      | Linda Gase, Bekah Brunstetter     | 27 stycznia 2015     |
| 78 | 5  | At First Clear Word                                                    | Melanie Mayron    | Lizzy Weiss, Joy Gregory          | 3 lutego 2015        |
| 79 | 6  | Black and Gray                                                         | Ron Lagomarsino   | Henry Dobles, Darla Lansu         | 10 lutego 2015       |
| 80 | 7  | Fog and Storm and Rain                                                 | Lea Thompson      | William H. Brown                  | 17 lutego 2015       |
| 81 | 8  | Art Like Love is Dedication                                            | Jonathan Frakes   | Linda Gase                        | 24 lutego 2015       |
| 82 | 9  | The Player's Choice                                                    | David Paymer      | Terrence Coli                     | 3 marca 2015         |
| 83 | 10 | There is My Heart                                                      | Norman Buckley    | Lizzy Weiss, Bekah Brunstetter    | 10 marca 2015        |
| 84 | 11 | To Repel Ghosts                                                        | Millicent Shelton | Lizzy Weiss                       | 24 sierpnia 2015     |
| 85 | 12 | How Does a Girl Like You Get to Be a Girl Like You                     | Zetna Fuentes     | Bekah Brunstetter                 | 31 sierpnia 2015     |
| 86 | 13 | Between Hope and Fear                                                  | David Paymer      | Lizzy Weiss, Dayna Lynne North    | 7 września 2015      |
| 87 | 14 | We Mourn, We Weep, We Love Again                                       | Ron Lagomarsino   | Henry Robles, Alexander Georgakis | 14 września 2015     |
| 88 | 15 | Instead of Damning the Darkness, It's Better to Light a Little Lantern | Michael Lange     | Linda Gase, Lizzy Weiss           | 21 września 2015     |
| 89 | 16 | Borrowing Your Enemy's Arrows                                          | D. W. Moffett     | William H. Brown                  | 28 września 2015     |
| 90 | 17 | To the Victor Belong the Spoils                                        | Jay Karas         | T.J. Brady, Rasheed Newson        | 5 października 2015  |
| 91 | 18 | The Accommodations of Desire                                           | Michael Grossman  | Henry Robles, Dayna Lynne North   | 12 października 2015 |
| 92 | 19 | A Mad Tea Party                                                        | Carlos Gonzalez   | Linda Gase                        | 19 października 2015 |
| 93 | 20 | And Always Searching for Beauty                                        | Melanie Mayron    | Lizzy Weiss, Bekah Brunstetter    | 26 października 2015 |

## Sezon 5 (2017)
21 października 2015 roku, stacja ABC Family zamówiła 5 sezon.
| Nr  | #  | Tytuł                        | Reżyseria       | Scenariusz                       | Premiera ABC Family |
| --- | -- | ---------------------------- | --------------- | -------------------------------- | ------------------- |
| 94  | 1  | The Call                     | Allan Arkush    | Lizzy Weiss                      | 31 stycznia 2017    |
| 95  | 2  | This Has to Do with Me       | D. W. Moffett   | William H. Brown, Liz Sczudlo    | 7 lutego 2017       |
| 96  | 3  | Surprise                     | Stephen Tolkin  | Terrence Coli, Colin Waite       | 14 lutego 2017      |
| 97  | 4  | Relation of Lines and Colors | Carlos González | Linda Gase, J.R. Phillips        | 21 lutego 2017      |
| 98  | 5  | Occupy Truth                 | Jeff Byrd       | Talicia Raggs, Lizzy Weiss       | 28 lutego 2017      |
| 99  | 6  | Four Ages in Life            | Janice Cooke    | Terrence Coli, Lenn K. Rosenfeld | 7 marca 2017        |
| 100 | 7  | Memory (The Heart)           | Lea Thompson    | Linda Gase                       | 21 marca 2017       |
| 101 | 8  | Left in Charge               | Dawn Wilkinson  | Liz Sczudlo                      | 28 marca 2017       |
| 102 | 9  | The Wolf is Waiting          | Jill D'Agnenica | Terrence Coli, William H. Brown  | 4 kwietnia 2017     |
| 103 | 10 | Long Live Love               | Steve Miner     | Lizzy Weiss, Linda Gase          | 11 kwietnia 2017    |